# سيدي مزال
سيدي مزال هي جماعة قروية في إقليم تارودانت بجهة سوس ماسة جنوب المغرب. وهي تضم 1701 نسمة، حسب الإحصاء العام للسكان والسكنى لسنة 2014.
يقع مركز الجماعة على الطريق الجهوية 105، ويبعد مركز الجماعة عن مدينة تارودانت بـ 130 كلم.

## التسمية
الاسم {مزال} هو من الأسماء الأمازيغية المعروفة والمتداولة في عهد الفينيقيين والرومان قبل الإسلام وبعد الفتح الإسلامي لشمال افريقيا، وكان المؤرخون والكتاب القدماء يكتبون اسم {مصال} هكذا بحرف الصاد منقوطا بثلاث نقط أسفله، عوض حرف الزاي، لكونه مختصا باللغة الأمازيغية، وليس صادا عربيا وإنما ينطق بالصاد المشموم بحرف الزاي، ليتمكن المتكلم بنطق هذا الاسم باللسان الأمازيغي المختلف عن اللسان العربي. وورد في كتب التاريخ اسم مزالة بأنها قبيلة أمازيغية قديمة من فروع قبائل جزولة التي تنتمي إلى قبائل صنهاجة المنحدرة بدورها من شعب الأمازيغ البرانس، فقبيلة أيت مزال تعتبر خلفا من سلف الأمازيغ المزاليين الجزوليين الصنهاجيين البرانس، والتي لازالت تحتفظ باسمها وأصلها إلى الآن، ولها فروع عديدة منتشرة عبر أقطار شمال إفريقيا من المغرب والجزائر وتونس وموريتانيا، حيث توجد قرى هاجرت عبر الزمان إلى مستقراتها هناك حاملة معها إسمها الأصلي المزالي وتعرف به لحد الآن، كقبائل الحفصيين بتونس وقبائل أيت أوغليس بالجزائر وغيرها.

## التعليم
قائمة المؤسسات التعليمية في سيدي مزال:
- مجموعة مدارس تكموت (الدواوير: تكموت، توريرت وزال، الوس، تزي نتارقتين، اخولان، افراوة، توركين، اكرضان، تليضلا)

## الصحة
تعززت البنية التحتية لجماعة سيدي مزال في سنة 2019، بإفتتاح مركز صحي، نظراً لكون المنطقة كانت لا تتوفر على أي مؤسسة صحية.

## الثقافة
من الأثار المتواجدة في سيدي مزال أربع حصون أو ايكيدار، اثنان منها مندثران والآخران لا زالت أطلالهما قائمة وهي:
- أكادير أيت مزال: حصن لم يبق منه إلا الأطلال، يقع في منطقة الخمسان
- أكادير سيصيض: حصن لا زال قائما، يقع في منطقة أفلا واسيف
- أكادير نحروش: حصن مندثر ولا زالت بعض معالمه في موقعه، يقع في منطقة ايغزرانان
- أكادير ونكارف: حصن مندثر بالكامل وتحول إلى قرية ويقع في منطقة ايزوكاين
- أكادير أفا نتينسوت: حصن مندثر ولم تبق منه إلا بعض الجذران الملاصقة لتيمزكيد اوافا، وربما دخلت بعض غرفه في بناء تيمزكيد القائمة إلى الآن.

ومن الأسواق التاريخية القديمة بسيدي مزال سوق الأحد أيت مزال وهو سوق قديم شهير توقف نشاطه منذ أربعينات القرن العشرين، وسوق ثلاثا واناس وهو أقدم سوق بالمنطقة الجبلية ولم يبق منه الا الاسم وهناك أسواق صغيرة أخرى كانت تنعقد بصفة مؤقتة حسب ظروف البلد البيئية أو الحربية ومنها سوق نتزوكنيت على ضفة الوادي بمنطقة أفلا واسيف، وسوق ايمي نالسبت بمنطقة الخمسان غير بعيد عن سد أهل سوس.

## دواوير الجماعة
تنقسم دواويرالجماعة إلى فرقتين:
- دواوير فرقة أفراوا: تيواركين – أكرضان – أكوني وغي – فوانو – تاليضل – تمكرازت اساول.

- دواوير فرقة أميسيا: تيزي نتارقتين – تالمست – سيدي امزال – توريرت وازال – افتازارين – إيمي نتانوت – ايخولان – دو والوس – دو تنزار – ألوس – اينجارن – تيزكزاوين – تيودقي – أكتل – ايمريريس – تاكموت إحوزين.

## وصلات خارجية
- الصفحة الرسمية للجماعة القروية سيدي مزال